# Nandaime
Nandaime è un comune del Nicaragua facente parte del dipartimento di Granada.